# Lijevi Dubrovčak
Lijevi Dubrovčak is een plaats in de gemeente Ivanić-Grad in de Kroatische provincie Zagreb. De plaats telt 405 inwoners (2001).